# Kerrick (Minnesota)
Kerrick ist ein kleiner Ort im Pine County in Minnesota, Vereinigte Staaten. Das U.S. Census Bureau hat bei der Volkszählung 2020 eine Einwohnerzahl von 71 ermittelt.

## Geografie
Kerrick liegt im Osten Minnesotas, wenige Kilometer südlich des zum Stromgebiet des Mississippi gehörenden Willow River, einem Nebenfluss des in den St. Croix River mündenden Kettle River. Der Ort erstreckt sich über eine Fläche von 2,6 km².
Die Minnesota State Route 23 ist die Hauptstraße des Ortes. Parallel dazu verläuft eine Eisenbahnstrecke der BNSF Railway.

## Demografische Daten
Nach der Volkszählung im Jahr 2010 lebten in Kerrick 65 Menschen in 29 Haushalten. Die Bevölkerungsdichte betrug 25 Einwohner pro Quadratkilometer. In den 29 Haushalten lebten statistisch je 2,24 Personen.
Ethnisch bestand die Bevölkerung mit drei Ausnahmen nur aus Weißen.
24,6 Prozent der Bevölkerung waren unter 18 Jahre alt, 61,6 Prozent waren zwischen 18 und 64 und 13,8 Prozent waren 65 Jahre oder älter. 46,2 Prozent der Bevölkerung war weiblich.
Das mittlere jährliche Einkommen eines Haushalts lag bei 36.875 USD. Das Pro-Kopf-Einkommen betrug 28.108 USD. 20,5 Prozent der Einwohner lebten unterhalb der Armutsgrenze.